# Nitrato de alumínio
Nitrato de alumínio é um sal de alumínio e ácido nítrico, que existe normalmente como um hidrato cristalino, mais comumente, como nitrato de alumínio nona-hidratado, Al(NO₃)₃·9H₂O.

## Preparação
Nitrato de alumínio não é facilmente feito pela adição de alumínio para o ácido nítrico, como o alumínio forma uma camada de passivação.
Nitrato de alumínio é feito por adição de ácido nítrico em tricloreto de alumínio. Cloreto de nitrosilo é produzido como um sub-produto; borbulha fora da solução como um gás.
Nitrato de alumínio nona-hidratado, também pode ser feito pela adição de uma solução de nitrato de chumbo a uma solução de sulfato de alumínio. O sulfato de chumbo insolúvel é separado por precipitação da solução, deixando uma solução de nitrato de alumínio.
Ele também pode ser preparado por mistura de uma solução de sulfato de alumínio com nitrato de cálcio. Sulfato de cálcio insolúvel precipita-se da solução, em seguida, o nitrato de alumínio nona-hidratado pode ser purificado por cristalização.
Outros cations que podem ser utilizados para este são de bário, estrôncio e de prata já que seus sulfatos são insolúveis.

## Usos
Nitrato de alumínio é um forte agente oxidante. É usado no curtimento de couro, antitranspirantes, inibidores de corrosão, de extração do urânio, a refinação de petróleo, e como um agente de nitração.
O nonahidrato e outros nitratos de alumínio hidratados têm muitas aplicações. Estes sais são utilizados na produção de alumina para a preparação de artigos de isolamento, em tubos de raios catódicos, elementos de aquecimento, e em laminados de núcleo do transformador. Os sais hidratados são também utilizados para a extração de elementos actinídeos. 

É usado no laboratório e em sala de aula, tais como a reação em:
Al(NO3)₃ + 3NaOH → Al(OH)₃ + 3NaNO₃